# Elisabeth Quensel
Julia Elisabeth Charlotta Theresia "Beth" Quensel, född 4 juli 1868 i Stockholm, död 1960, var en svensk feminist.
Quensel, som var dotter till majoren och fängelsedirektören Arvid von Mentzer och Julia Wästfelt, var gift med kapten Jakob Henrik Quensel. Hon var styrelseledamot i Malmö mjölkdroppe från dess stiftande 1903 och sekreterare från 1913. Hon var styrelseledamot i Malmö damsällskap från dess stiftande 1903 och ordförande från 1907. Hon var styrelseledamot i Svenska Röda korsets Malmökrets 1908–1915 och medlem av Svenska Röda korsets första distriktsstyrelse 1916–1920. Hon var styrelseledamot i Fredrika Bremer-förbundets Malmökrets sedan 1910, kassaförvaltare 1910–1915, ordförande sedan 1917, medlem av och sekreterare i Fredrika Bremer-förbundets stipendieinstitutions förtroendenämnd i Malmöhus län sedan 1911, styrelseledamot i Fredrika Bremer-förbundets trädgårdsskola för kvinnor Apelryd vid Båstad sedan 1915, ordförande 1916–1920, vice ordförande sedan 1921 och ledamot av Fredrika Bremer-förbundets styrelse från 1921. Hon var ledamot av och sekreterare i styrelsen för De gamles vänner i Malmö sedan dess stiftande 1911, kassaförvaltare 1911–1918 och vice ordförande från 1921. Hon var medlem av byggnadskommittén för Flensburgska vårdanstalten för späda barn i Malmö 1911–1912 och ledamot av anstaltens styrelse från 1913. Hon var ledamot av styrelsen för Kvinnornas uppbåd sedan 1914 och ordförande från 1915. Hon var ledamot av pensionsnämnden 1914–1918, av Malmö stads livsmedelskommission 1914–1915, av Malmö stads livsmedelsnämnd 1915–1918 och av kommittén för landstormens beklädnad i Malmöhus län 1914–1918. Hon var ordförande i Malmökommittén för Årstautställningen på Baltiska utställningen 1913–1914 och medlem av Årstautställningens byggnads- och restaurantkommitté 1913–1914.